# Joyce Murray
Pour les articles homonymes, voir Murray.
Joyce Murray, née le 11 juillet 1954 à Schweizer-Reneke (Afrique du Sud), est une entrepreneur, environnementaliste et une femme politique canadienne. 
Elle est députée de la circonscription britanno-colombienne de Vancouver Quadra à la Chambre des communes depuis 2008, sous la bannière du Parti libéral du Canada. 
De mars à novembre 2019, elle est présidente du Conseil du Trésor.
Depuis le 26 octobre 2021, elle est ministre des Pêches, des Océans et de la Garde côtière canadienne dans le cabinet de Justin Trudeau.

## Biographie

### Engagement politique provincial
Diplômée de l'Université Simon Fraser, Murray commence sa carrière politique en devenant députée du Parti libéral de la Colombie-Britannique dans la circonscription provinciale de New-Westminster lors des élections de 2001. Ministre de Protection de l'eau, de la terre et de l'air de 2001 à 2004 puis ministre de la Gestion des services de 2004 à 2005 sous le Premier ministre Gordon Campbell, elle est défaite par le candidat du Nouveau Parti démocratique de la Colombie-Britannique, Chuck Puchmayr, durant les élections de 2005.

### Chambre des communes
Tentant un saut en politique fédérale dans la circonscription de New Westminster—Coquitlam lors des élections fédérales de 2006, elle est défaite par la néo-démocrate Dawn Black. Élue députée pour Vancouver Quadra lors d'une élection partielle en 2008, elle est réélue lors des élections fédérales de 2008, de 2011 et de 2015.
Le 18 mars 2019, elle devient présidente du Conseil du Trésor en remplacement de la démissionnaire Jane Philpott.